# سيندي براون (كرة سلة)
سيندي براون (بالإنجليزية: Cindy Brown) مواليد 16 مارس 1965 في بورتلاند، هي لاعبة كرة سلة أمريكية سابقة. بدأت مسيرتها الاحترافية في سنة 1998. وحملت الرقم 14. يبلغ طولها 6 قدم 2 بوصة (1.9 م). شاركت في دورة الألعاب الأولمبية الصيفية سنة 1988. اعتزلت اللعب في 1999.

## الميداليات
| الميدالية | المسابقة                           |
| --------- | ---------------------------------- |
| ذهبية     | الألعاب الأولمبية الصيفية 1988     |
| ذهبية     | دورة الألعاب الأمريكية 1987        |
| ذهبية     | الألعاب الجامعية الصيفية 1985      |
| ذهبية     | كأس العالم لكرة السلة للسيدات 1986 |

## روابط خارجية
- سيندي براون على موقع الاتحاد الدولي لكرة السلة (الإنجليزية)
- سيندي براون على موقع الاتحاد الوطني لكرة السلة النسائية (الإنجليزية)
- سيندي براون على موقع كلية كرة السلة في سبورتس رفرنس.كوم (الإنجليزية)
- سيندي براون على موقع سبورتس رفرنس (الإنجليزية)
- سيندي براون على موقع سبورتس رفرنس (الإنجليزية)
- سيندي براون على موقع اللجنة الأولمبية الدولية (الإنجليزية)
- سيندي براون على موقع أوليمبيديا (الإنجليزية)